# Плавокосе особе
Плавокосе особе су особе чија се светла боја косе креће од тамноплаве која је на сунцу или светлозлатне, и од златне до платинасте. Особе плаве косе најчешће имају истовремено и светле плаве или зелене очи и светао тен, што је последица веома ниског присуства тамног пигмента меланина, који коси, очима и кожи даје смеђкасту боју. Овакав тип људи се најчешће описује као нордијски. 
У Eвропи, највише плавокосих људи има у Скандинавији, нарочито у Шведској и у Русији и Украјини, али знатан број плавокосих или плавих људи има у западној Европи као и у Енглеској и Холандији, те у Немачкој. Плавокосих особа има широм света; у Америци и Аустралији, чији су преци европски досељеници. У Бразилу, људи који су плавокоси су немачког или холандског порекла. У Африци, која је позната као „црни континент”, плавих људи има једино у Jужној Африци, чији су преци холандски и енглески досељеници из Европе. У Србији плавокосих особа нема пуно.
Познате природне плавуше су Клаудија Шифер, Марлен Дитрих, Грејс Кели, Анита Екберг, Шерон Стоун, Викторија Силвстет, Каролина Куркова, Ева Херцигова, Кендис Свонепул, и друге. Међу српским глумицама које су плавокосе, посебно се издвајају Милена Дравић, Аница Добра, Ана Софреновић, Ана Сакић, Љубинка Кларић, Ева Рас, Бранка Катић, Јелена Гавриловић, Тамара Алексић и друге.